# ポール・ドレッシャー
ポール・ドレッシャー（Paul Dresher、1951年1月8日 - 、ロサンゼルス生まれ）は、アメリカの作曲家である。
ドレッシャーはカリフォルニア大学バークレー校で音楽の学士号を取得し、カリフォルニア大学サンディエゴ校で作曲の修士号を取得。ロバート・エリクソン、ロジャー・レイノルズ、ポーリン・オリヴェロス、バーナード・ランズに師事した。
彼はまた、C. K.とKobla Ladzekpoにガーナの太鼓を、ニキル・バネルジーにヒンドゥスターニーの古典音楽を、そしてバリとジャワの音楽を学んだ。
ドレッシャーの音楽はミニマリスト、そしてポストミニマリストとしてさまざまに説明されている。ドレッシャー自身は、後者の表現（彼はかなり無意味だと感じている）をからかって、自分自身を「プレ・マキシマリスト」と呼んでおり、そのため彼のレコードレーベルには「MinMax」の名が付けられている。
ドレッシャーは1994年から2000年までアメリカン・ミュージック・センターの理事を務めた。
ドレシャーの作品の録音は、Lovely Music、New World、CRI、Music and Arts、O.O. Discs、BMG/Catalyst、MinMax、Starkland、New Albionといったレーベルから発表されている。
彼は2006年のグッゲンハイム・フェローの受給者であった。

## ディスコグラフィ

### リーダー・アルバム
- Liquid And Stellar Music / This Same Temple (1981年)
- The Way Of How (1981年)
- Night Songs / Channels Passing (1984年、New Albion)
- Opposites Attract (1991年、New World) ※with ネッド・ローゼンバーグ
- Casa Vecchia (1995年、Starkland)
- Cage Machine (2004年、New Albion)